# Popovići Žumberački
 Popovići Žumberački  falu Horvátországban, a Károlyváros megyében. Közigazgatásilag Ozalyhoz tartozik.

## Fekvése
Károlyvárostól 33 km-re, községközpontjától 20 km-re északnyugatra, a Zsumberki-hegységben a szlovén határ mellett fekszik.

## Története
1830-ban 3 házában 33 görögkatolikus lakos élt. A radatovići plébániához tartozott. 1857-ben 48, 1910-ben 81 lakosa volt. A trianoni békeszerződésig Zágráb vármegye Jaskai járásához tartozott. 2011-ben már nem volt állandó lakossága.

## Lakosság
| Lakosság változása | Lakosság változása | Lakosság változása | Lakosság változása | Lakosság változása | Lakosság változása | Lakosság változása | Lakosság változása | Lakosság változása | Lakosság változása | Lakosság változása | Lakosság változása | Lakosság változása | Lakosság változása | Lakosság változása | Lakosság változása |
| ------------------ | ------------------ | ------------------ | ------------------ | ------------------ | ------------------ | ------------------ | ------------------ | ------------------ | ------------------ | ------------------ | ------------------ | ------------------ | ------------------ | ------------------ | ------------------ |
| 1857               | 1869               | 1880               | 1890               | 1900               | 1910               | 1921               | 1931               | 1948               | 1953               | 1961               | 1971               | 1981               | 1991               | 2001               | 2011               |
| 48                 | 62                 | 65                 | 81                 | 75                 | 81                 | 65                 | 74                 | 66                 | 49                 | 29                 | 0                  | 0                  | 0                  | 0                  | 0                  |